# کولونگا گرادووسکا
کولونگا گرادووسکا (به لهستانی:  Kolonia Gradowska) یک روستا در لهستان است که در گمینا نووا سوخا واقع شده‌است.